# Departe de lumea dezlănțuită
Departe de lumea dezlǎnțuitǎ (titlul în engleză Far from the Madding Crowd) (1874) este al patrulea roman al lui Thomas Hardy și primul său succes literar semnificativ.

## Sinopsis
Romanul începe cu prima întâlnire dintre fermierul Oak și Batsheba Everdene. Acesta o zǎrește în timp ce se muta la mǎtușa ei, doamna Hurst, în Norcombe unde urma sǎ îngrijeascǎ de vaci. Aici, Gabriel Oak, în vârstǎ de 28 de ani, deținea o turmǎ de oi. Când Batsheba își pierde pǎlǎria și Gabriel i-o înapoiazǎ, cei doi fac cunoștință. Într-o noapte, stând în coliba sa cu focul aprins și cu obloanele rǎsuflǎtorilor închise, pe Oak începe sǎ-l doarǎ capul și adoarme. Apare însǎ Batsheba care aruncǎ cu lapte pe el pentru a-l trezi și luându-i capul în poala ei îi spune cǎ era sǎ moarǎ sufocat. Fermierul începe sǎ se gândeascǎ din ce în ce mai mult la fatǎ și într-o zi se hotǎrǎște sǎ-i facă o vizitǎ acasǎ la mǎtușa ei pe care o întreabǎ dacǎ mai are și alți pretendenți. Pe drumul de întoarcere o întâlnește și o cere în cǎsǎtorie, dar ea refuzǎ.
Dupǎ câteva luni se rǎspândește vestea plecǎrii domnișoarei Everdene din sat, ceea ce pe cioban îl face sǎ o idealizeze și mai mult. Într-o dimineață, trezindu-se din cauza zgomotului talǎngilor oilor, descoperǎ cǎ turma lui fusese mânatǎ prin gard de câinele cel tânǎr pânǎ la o groapǎ de var în care cǎzuserǎ și muriserǎ toate. În aceste condiții, e nevoit sǎ se ducǎ sǎ-și caute de lucru la târgul din Casterbridge ca vechil. Fiind ocolit de toți fermierii și obosit, adoarme într-o căruțǎ care dupǎ un timp se pune în mișcare. În apropiere de Weatherbury, el se dǎ jos din cǎruțǎ și observǎ cǎ în curtea unei ferme luase foc un stog. Ajutǎ la stingerea incendiului și o întâlnește pe stǎpâna fermei, care se întâmplǎ sǎ fie chiar Batsheba Everdene. Aceasta îi propune sǎ fie oier la ferma ei pe care o moștenise de la unchiul ei dupǎ moartea acestuia. În noaptea aceea, fata descoperǎ cǎ  vechilul ei Pennyways furase de la fermǎ cinci saci de orz și cǎ una din slujnicele sale, Fanny Robin, dispǎruse. Hotǎrǎște sǎ nu-și ia alt vechil și sǎ conducǎ singurǎ treburile fermei.
De Sfântul Valentin, Batsheba îi trimite, fǎrǎ vreo intenție serioasǎ, o felicitare fermierului Boldwood în care îi transmite ca o poruncǎ mesajul "Însoară-te cu mine." Aceasta produce mutații neașteptate în sufletul acestui celibatar convins, un  gentleman serios și rezervat, în vârstǎ de 41 de ani, care nu fusese niciodatǎ preocupat de asemenea încurcǎturi amoroase.
Gabriel Oak primește o scrisoare de la Fanny Robin în care ea îi mulțumește pentru banii împrumutați în noaptea fugii ei din Weatherbury și în care îl înștiințeazǎ cǎ se va mǎrita cu sergentul Frank Troy din regimentul 11 de Dragoni. Însǎ în ziua nunții ea încurcǎ biserica în care trebuia sǎ se cǎsǎtorescǎ cu Troy cu alta, și acesta, umilit în fața altarului, refuzǎ sǎ o mai vadǎ.
La spǎlatul oilor, Boldwood apare pentru prima oarǎ în fața Batshebei și o cere în cǎsǎtorie dar ea refuzǎ. Gabriel Oak îi comunicǎ stǎpânei lui pǎrerea proastǎ față de festa pe care i-o jucase lui Boldwood, iar ea îi cere sǎ pǎrǎseascǎ ferma. Dar la o zi dupǎ izgonirea lui ea îl cheamǎ înapoi pentru cǎ oile mâncaserǎ trifoi și se umflaseră, iar el era singurul capabil sǎ le scape de la moarte. La tunsul oilor, Boldwood se înființează din nou la fermă ca să stea de vorbă cu Batsheba. La sfârșitul zilei, ea îi promite că peste 5 sau 6 săptămâni, la vremea secerișului, va hotărî dacă se va mărita cu el. În noaptea aceea însă, pe plantația de brazi, rochia ei se încurcă în pintenii lui Troy, descris apoi de Liddy stăpânei sale ca un tânăr educat, dar desfrânat. Sergentul începe de asemenea să-i facă curte Batshebei, fermecând-o cu complimente directe și impresionând-o cu dexteritatea lui în mânuirea sabiei. Oak se amestecă din nou în viața ei personală, sfătuind-o să-l ocolească pe Troy și să-l aleagă pe Boldwood. Ea însă îi scrie o scrisoare fermierului în care îi spune că nu se poate căsători cu el. Boldwood nu renunță și o imploră în continuare.
Într-o noapte, Gabriel și Coggan descoperă că trăsura și calul fuseseră furate. Luând urma hoților, ei află că de fapt fuseseră luate de Batsheba care sub pretxtul că se ducea  s-o vadă pe Liddy în vizită la niște rude, fugea să-l întâlnească pe Troy la Bath. La întoarcerea celor doi la Weatherbury, Boldwood îi oferă bani lui Troy ca să se însoare cu Fanny Robin, dar acesta îi arată în ziar un anunț despre căsătoria lui cu Batsheba, râzând de el. Troy își plătește ieșirea din serviciul miilitar din banii Batshebei și se instalează la fermă. Cu toate acestea nu se arată prea preocupat de treburile fermei și dă o petrecere cu beție ignorând avertismentele lui Oak despre venirea unei furtuni. Rămas singur dintre toți angajații, aceștia fiind beți și adormiți, Gabriel se ocupă singur de acoperirea stogurilor de grâu și orz pentru a le feri de ploaie.
După câteva luni, Troy se apucă să parieze la cursele de cai pe banii soției. În timp ce se întorceau o dată de la Castebridge cu trăsura, întâlnesc pe drum o femeie amărâtă pe care Troy pare să o cunoască și căreia îi promite bani. Era chiar Fanny Robin care venea de la Melchester și se ducea la azilul săracilor din Casterbridge. Acasă la Weatherbury, Frank îi cere Batshebei 20 de lire și scoate dintr-un ceas o șuviță de păr blond, mărturisindu-i soției că aparține unei femei pe care a iubit-o. A doua zi dis de dimineață, el pleacă spre Casterbridge să o întâlnească pe Fanny ca să-i dea banii, dar ea nu apare la locul de întâlnire. În aceeași zi mai târziu, Joseph Poorgrass îi dă Batshebei vestea morții lui Fanny Robin iar ea hotǎrǎște să fie adusă în sat pentru a fi îngropată. Joseph îi povestește că iubitul fostei slujnice fusese un soldat din același regiment ca și Troy. Batsheba începe să creadă că acesta ar fi chiar soțul ei și face legătura cu întâlnirea cu femeia de pe drum.
Sicriul lui Fanny este adus noaptea și Batsheba, mâncată de bănuieli îl deschide și descoperă că părul femeii era blond, iar alături se afla și un prunc. Sosit între timp de la Casterbridge, Troy îi declară că femeia moartă înseamnă pentru el mult mai mult decât ea. Dupā aceea pleacă din nou pentru a comanda o piatră funerară și după ce se duce la mormântul ei ca să planteze niște flori dispare din nou din Weatherbury.
Mâncat de remușcări, Troy pornește spre miazăzi și ajunge la malul mării. Acolo se dezbracă de haine și intră în apă. După ce înoată o vreme își dă seama că nu mai are putere să se întoarcă la mal, dar e salvat de o barcă cu marinari de pe un bric care îi propun să lucreze 6 luni pe vasul lor. Hainele lui sunt găsite de un  paznic care citind scrisorile din buzunare îl identifică pe purtătorul lor. Vestea morții lui Frank ajunge până în Weatherbury dar Batsheba nu crede în ea. După 9 luni, sătul de traiul pe apucate dus în Statele Unite, Troy se întoarce în Anglia cu gândul că alături de soția lui la fermă ar putea duce o viață mai îndestulată. Apare la târgul de oi de la Greenhill ca actor ambulant și surprinde eforturile lui Boldwood de a o recuceri pe Batsheba care în lipsa lui spera să se poată căsători cu aceasta după cei 7 ani de doliu.
De Crăciun, Boldwood organizează o petrecere la care o invită și pe vecina lui, fosta doamnă Troy, și unde îi oferă un inel de logodnă. Mai mult silită de insistențele fermierului, ea acceptă să fie soția lui peste 6 ani. În momentul când dădea să plece de la petrecere, pe ușă își face aparița Frank venit să-și revendice nevasta. Boldwood îl împușcă, Troy moare, și încearcă să se împuște și pe el, dar e oprit de unul dintre angajați.Iese pe ușă și o ia pe drumul spre Casterbridge unde se predă. Este condamnat la moarte prin spânzurare, dar datorită unei scrisori trimise de oamenii de la fermă ministrului în care se explicau motivele pentru care Boldwood putea fi considerat nebun, el este condamnat la închisoare pe viață.
La aproape un an de la aceste evenimente, Gabriel Oak îi comunică Batshebei dorința de a pleca din slujba ei ca vechil pentru a conduce ferma lui Boldwood rămasă fără stăpân și din cauza bârfelor cum că el ar vrea să se însoare cu ea. Ea îl convinge să nu plece și cei doi fac o nuntă foarte discretă.